# Ternstroemia longipes
Ternstroemia longipes är en tvåhjärtbladig växtart som beskrevs av Johann Friedrich Klotzsch. Ternstroemia longipes ingår i släktet Ternstroemia och familjen Pentaphylacaceae. Inga underarter finns listade i Catalogue of Life.